# Cabézon à poitrine brune
Capito brunneipectus
Espèce
Répartition géographique
Statut de conservation UICN

 LC  : Préoccupation mineure
Le Cabézon à poitrine brune (Capito brunneipectus) est une espèce d'oiseau appartenant à la famille des Capitonidae.
Son aire s'étend à travers l'interfluve aval des rios Madeira et Tapajós.